# Tratado de Hewett-Alula
El Tratado Hewett-Alula, también llamado Tratado de Adua, fue un tratado firmado el 3 de junio de 1884 entre Gran Bretaña, Egipto y Etiopía en la ciudad de Adua. El tratado puso fin a la guerra entre Egipto y Etiopía.
El tratado consistió en que Gran Bretaña, y Egipto se retiraban. A cambio, Etiopía permitía el libre tránsito de mercancías que pasen por el puerto de Massawa, que quedaba bajo control egipcio. Los problemas siguieron, por lo que los británicos dejaron Massawa a los Italianos, mientras que ambos se enfrentaban a los mahdistas. Italia había llegado a Etiopía.

## Antecedentes
La política de la expansión egipcia había tenido notables éxitos, como la conquista de Sudán y la conquista de Darfur, Etiopía seguía. Massawa era posesión otomana desde que se la habían quitado a los portugueses. Debido a la cercanía a Egipto, esta era administrada por el Jedivato de Egipto. Desde ahí se habían realizado una serie de ataques a Etiopía que ganó Etiopía, siendo su victoria más significativa al obtenida en la batalla de Gura.
Tras esta victoria, el emperador Yohannes IV solidificó su control sobre el Imperio etíope, y específicamente sobre el Mareb Melash. El, hasta entonces Shaleqa Alula sería nombrado como el Ras de aquellas tierras.
Mientras tanto, Ibrahim Pachá era expulsado de Egipto a causa de la revuelta de Urabi, que abrirá la puerta para que Gran Bretaña conquiste Egipto.
Con la guerra mahdista, la situación para los británicos, por lo que reiniciaron relaciones con los etíopes.

## Misión Hewett
Hewett partió hacia Etiopía junto con el bey Mason, el gobernador egipcio de Massawa, de origen estadounidense. El capitán Hastings, del buque Euryalus, el buque insignia de Hewett, quedó a cargo de Massawa.
La Misión llegó a Asmara el 13 de abril y allí la recibió Ras Alula, cuya recepción fue "muy cordial y magnífica"
El 15 de abril la Misión partió de Asmara y llegó a Gondar
El 24, donde se entregó al Ras la carta para el rey Juan IV.
El 25, Ras Alula informó a Hewett que el Emperador estaba en Makale y quería que la Misión fuera llevada allí.
El Almirante respondió perentoriamente que se le había dado a entender que sería recibido en Adowa, y que sus deberes en la costa y otras circunstancias le impedian avanzar.EL 26 Hewett entró en Adowa. El 28 de mayo, Hewett se reunió con el emperador para discutir los términos.

## Negociación del Tratado
Los términos del tratado fueron negociados en Asmara, en el norte del imperio etíope, por el Bey Mason para Egipto, el almirante William Hewett para Gran Bretaña y Ras Alula, para Etiopía. Una vez que se acordaron los términos, el grupo se trasladó a Adua, donde se presentó el tratado al emperador Yohannes IV de Etiopía. El emperador exigió un puerto marítimo para Etiopía, pero no lo consiguió.
El primer artículo del tratado establecía que Etiopía tendría libre tránsito para todas las mercancías, incluidas las armas, a través del puerto de Massawa. Gran Bretaña se comprometió a proteger este derecho. En el segundo artículo, Egipto devuelve Bogos, ocupada desde 1868, al control etíope. En el tercer artículo, Etiopía acordó ayudar en la evacuación de las tropas egipcias de Kassala, Amadid y Senhit. En el cuarto artículo, Egipto acordó permitir tránsito de los abunas a Etiopía. En el artículo quinto, Egipto y Etiopía acordaron la extradición de los criminales. En el sexto artículo, Etiopía acordó aceptar el arbitraje británico en cualquier caso de desacuerdo con Egipto sobre los términos del tratado.

## Artículos del Tratado
El Tratado de Hewett-Alula consta de 7 artículos. Una transcripción íntegra del tratado en inglés se encuentra en el artículo de Fries, Felix T.

(1) From the date of the signing of this Treaty there shall be free transit through Massawah, to and from Abyssinia, for all goods, including arms and ammunition, under British protection.

(2) On and after the first day of September, I884, corres- ponding to the eighth day of Maskarram, I877, the country called Bogos shall be restored to His Majesty the Negoosa Negust; and when the troops of His Highness the Khedive shall have left the garrisons of Kassala, Amedib, and Senhit, the buildings in the Bogos country which now belong to His Highness the Khedive, together with all the stores and munitions of war which shall then remain in the said buildings, shall be delivered to and become property of His Majesty the Negoosa Negust.
(3) His Majesty the Negoosa Negust engages to facilitate the withdrawal of the troops of His Highness the Khedive from Kassala, Amedib, and Senhit through Ethiopia to Massawah.
(4) His Highness the Khedive engages to grant all the facilities which His Majesty the Negoosa Negust may require in the matter of appointing Aboonas for Ethiopia.
(5) His Majesty the Negoosa Negust and His Highness the Khedive engage to deliver up, the one to the other, any criminal or criminals who may have fled, to escape punishment) from the dominions of the one to the dominions of the other.
(6) His Majesty the Negoosa Negust agrees to refer all differences with His Highness the Khedive which may arise after the signing of this Treaty to Her Britannic Majesty for settlement.

(7) The present Treaty shall be ratified by Her Majesty the Queen of Great Britain and Ireland, Empress of India, and by His Highness the Khedive of Egypt, and the ratifications shall be forwarded to Adowa as soon as possible.
(1) A partir de la fecha de la firma de este Tratado habrá libre tránsito a través de Massawah, hacia y desde Abisinia, para todas las mercancías, incluidas armas y municiones, bajo protección británica.

(2) A partir del primer día de septiembre de 1884, correspondiente al octavo día de Maskarram de 1877, el país llamado Bogos será restituido a Su Majestad el Negoosa Negust; y cuando las tropas de Su Alteza el Jedive hayan dejado las guarniciones de Kassala, Amedib y Senhit, los edificios en el país de Bogos que ahora pertenecen a Su Alteza el Jedive, junto con todas las provisiones y municiones de guerra que quedarán entonces en dichos edificios, serán entregados y pasarán a ser propiedad de Su Majestad el Negoosa Negust.
(3) Su Majestad el Negoosa Negust se compromete a facilitar la retirada de las tropas de Su Alteza el Jedive desde Kassala, Amedib y Senhit a través de Etiopía hasta Massawah.
(4) Su Alteza el Jedive se compromete a conceder todas las facilidades que Su Majestad el Negoosa Negust pueda requerir en el asunto del nombramiento de Aboonas para Etiopía.
(5) Su Majestad el Negoosa Negust y Su Alteza el Jedive se comprometen a entregar, el uno al otro, cualquier criminal o criminales que hayan huido, para escapar del castigo) de los dominios del uno a los dominios del otro.
(6) Su Majestad Negoosa Negust acuerda remitir todas las diferencias con Su Alteza el Jedive que puedan surgir después de la firma de este Tratado a Su Majestad Británica para su solución.

(7) El presente Tratado será ratificado por Su Majestad la Reina de Gran Bretaña e Irlanda, Emperatriz de la India, y por Su Alteza el Jedive de Egipto, y las ratificaciones se enviarán a Adowa lo antes posible.

## Consecuencias
Las relaciones cordiales duraron un mes, ya que los egipcios habían retenido una campana aduciendo que no se habían pagado las aduanas. Los agentes británicos opinan que era con afán de incomodar a los etíopes.

Poco después de su ratificación, los italianos ocuparon Massawa, que había sido evacuada por Egipto, con la aprobación británica.
Por el contrario, Etiopía mantuvo su independencia y, endurecida por la guerra, estaba bien preparada para su propia defensa durante la inminente lucha por África. El colapso del imperio africano de Egipto fue aprovechado por los imperios europeos, de los cuales Italia reemplazó a Egipto en Eritrea, preparando el escenario para una eventual confrontación entre Italia y Etiopía en la Primera Guerra Italo-Etíope de 1895. El triunfo de Etiopía en esa guerra contribuiría a su vez al deseo de la Italia fascista de conquistar Etiopía en la década de 1930.